# Altfunnixsieler Mühle
Die Altfunnixsieler Mühle ist eine Windmühle in Funnix, einem Ortsteil der ostfriesischen Kreisstadt Wittmund im Landkreis Wittmund in Niedersachsen.
Der Erdholländer wurde 1802 erbaut und besaß einen Mahl-, Schrot- und Peldegang. Bis 1972 war sie in Betrieb. Anschließend stand sie still, obwohl noch 1981 ein Flügel repariert wurde. Wahrscheinlich wurde das Mahlwerk um 1990 ausgebaut. Das Bauwerk befindet sich im Privatbesitz und kann daher nur von außen besichtigt werden. Nach einer grundlegenden Renovierung dient die Mühle heute als Ferienwohnung. Mittlerweile sind Kappe und Flügel demontiert worden.